# Microthurge furcatus
Microthurge furcatus là một loài ong trong họ Megachilidae. Loài này được Griswold miêu tả khoa học đầu tiên năm 1991.